# ブダニールカンタ寺院

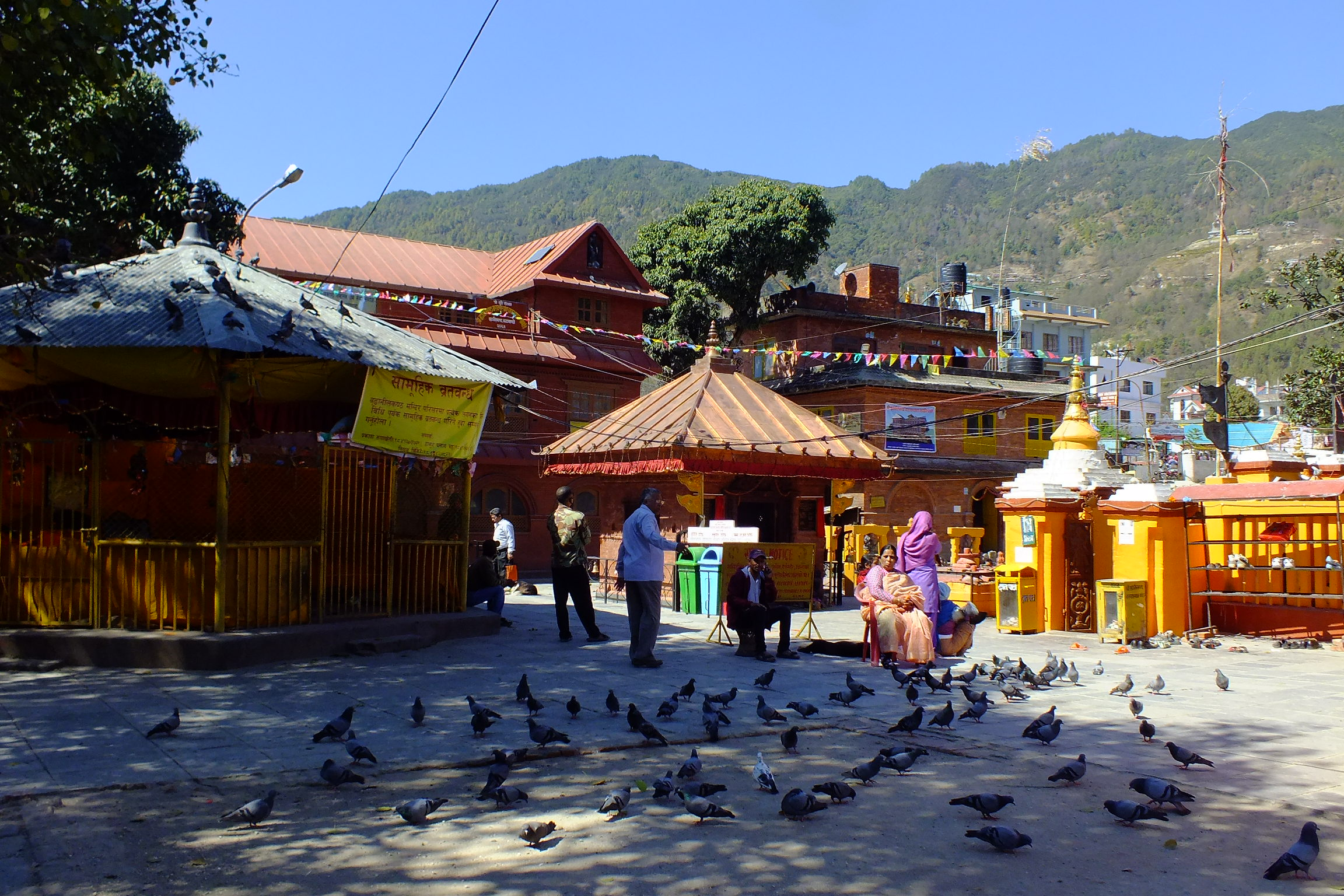
ブダニールカンタ寺院

ブダニールカンタ寺院（Budhanilkantha Temple）は、ネパールのカトマンズの北へ11㎞、シヴァプリ山山麓のダニールカンタ村にある寺院。

## 概要
村に入るとすぐに小広場があり、その左手にヴィシュヌ像がある寺院が見える。四角い池に、身の丈5mほどの神像が横たわる。周囲は供物の花で始終飾られている。原初の海に浮かび、聖蛇の上で瞑想するナラヤンとしてのヴィシュヌ神を表現したもの。6世紀初頭の作と伝えられている。このため、この寺院がある一帯をナラヤンタンとも呼称されている。池に入る際には皮革製品をすべて外し、右回りに歩かねばならない。

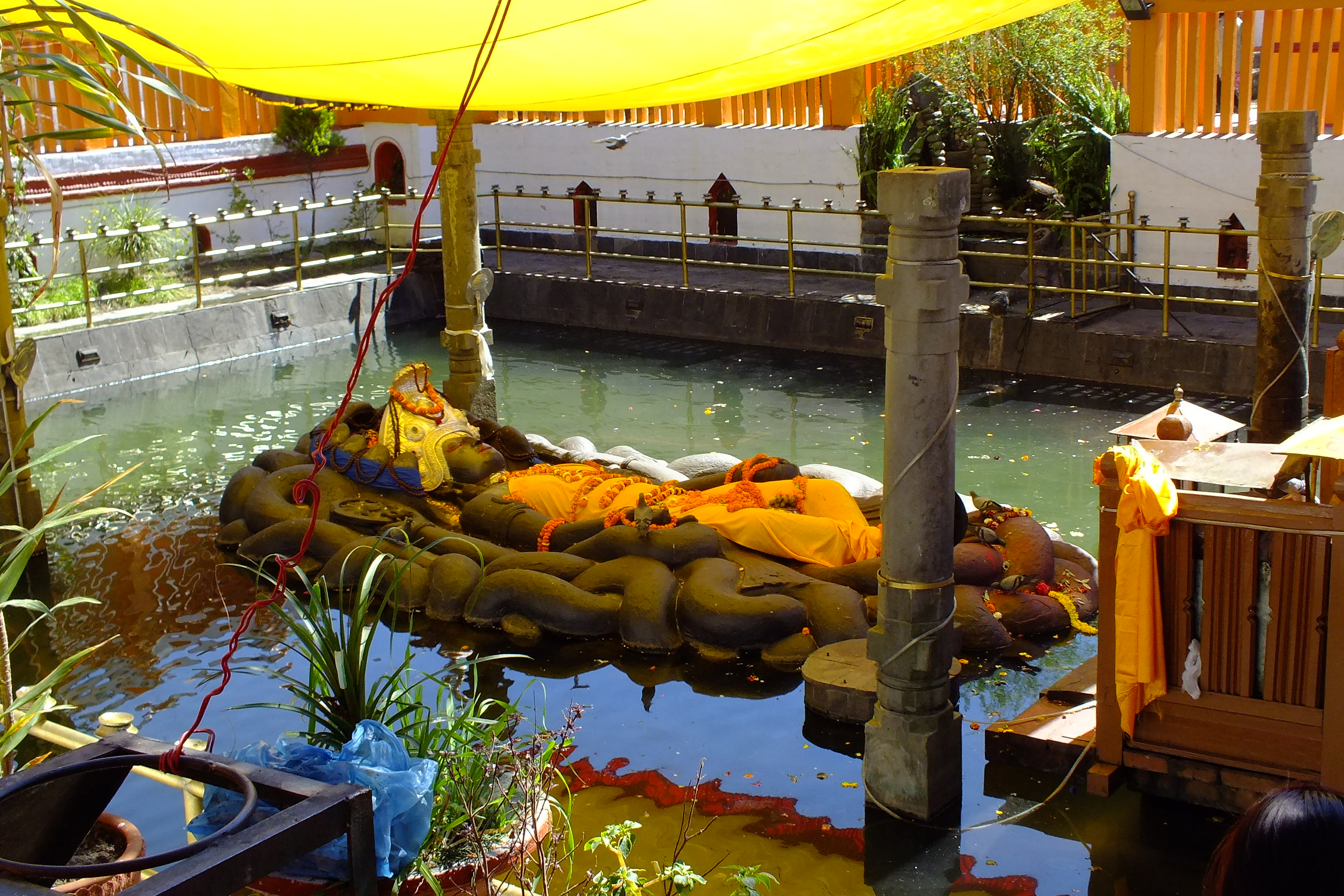
ヴィシュヌ神 - 原初の海に浮かび、聖蛇の上で瞑想するナラヤンとしてのヴィシュヌ神を表現したもの。

この寺院からさらに裏山を1時間ほど歩いたところの山の中腹にナギ・ゴンパと呼ばれるチベット仏教の尼寺があり、ここから見下すカトマンズの夕景が美しい。僧院の下を横切る新道は、東のスンダリジャル方面へつながっている。

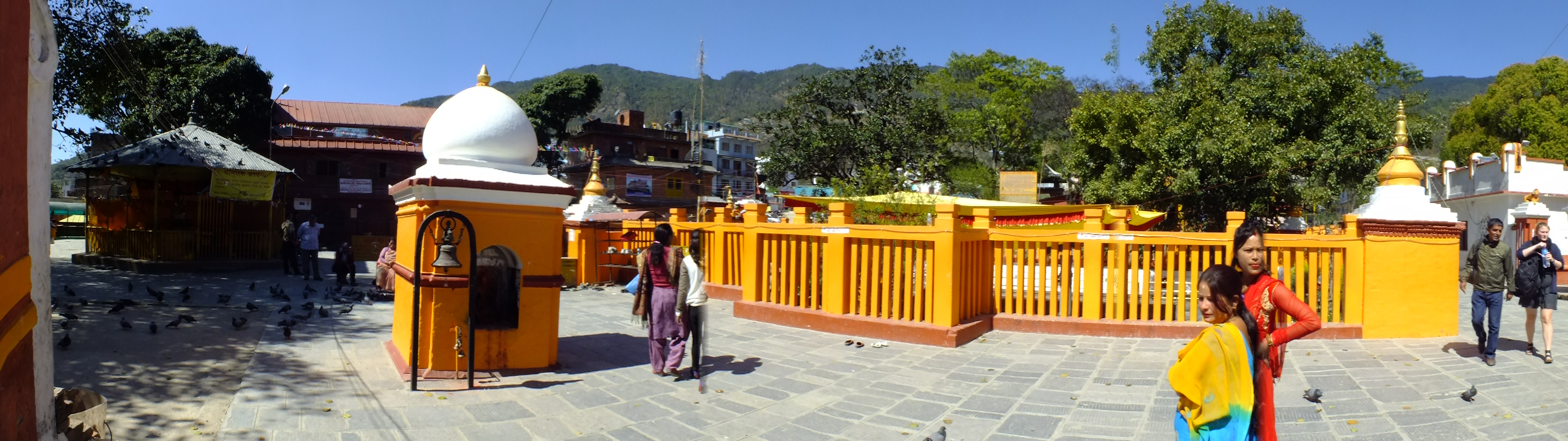
寺院全景。

## 交通アクセス
カトマンズのセントラル・バススタンドから市バスまたはミニバスで1時間半。タクシーならもう少し速い。